# Luis Alonso Pérez
Luis Alonso Pérez (Fou un compositor espanyol de finals del segle xix i principis del XX).
És autor d'una òpera titulada El Comendador, que roman inèdita, el mèrit del qual es pot deduir, tenint en compte que Alonso Pérez guanyà el 1885, un premi extraordinari en el Conservatori de Brussel·les.